# Grumone
Grumone, anticamente chiamata anche Grimone o Gremone, è una frazione del comune cremonese di Corte de' Frati posta a nord del centro abitato, verso l'Oglio.

## Storia
La località era un piccolo villaggio agricolo di antica origine del Contado di Cremona con 119 abitanti a metà Settecento.
In età napoleonica, dal 1810 al 1816, Grumone fu già frazione di Corte de' Frati, recuperando però l'autonomia con la costituzione del Regno Lombardo-Veneto.
I governanti tedeschi tornarono però sui loro passi nel 1823, e annessero definitivamente il comune di Grimone a Corte de' Frati.

## Il paese
Grumone sorge all'interno del Parco dell'Oglio.
Fino al XVII secolo a Grumone erano presenti mulini fluviali, come riscontrato su alcune mappe venete.